# Sachsenburg (Neustadt an der Orla)
Sachsenburg ist ein Ortsteil von Neustadt an der Orla im Saale-Orla-Kreis in Thüringen.

## Geografie
Sachsenburg (360 m ü. NN) liegt nordöstlich am Rande der Orlasenke am Beginn der Saale-Elster-Buntsandsteinplatte 2000 m nördlich der Stadt mit weitem Blick in die Ferne. Gen Süden die Orlasenke, gen Norden ausgedehnte Wälder. Am Weiler vorbei führt die Landesstraße nach Stadtroda und Jena.

## Geschichte
Eine Kaufurkunde aus dem 10. Jahrhundert über den Kauf eines Ochsens besteht. 1566 wurde der Weiler erstmals urkundlich erwähnt.
Das Burgareal (ehm. Grenzfeste) besteht aus einem noch sichtbaren großen Vierseithof, der von Erdwällen umgeben war.
Der Ort war und ist durch die Waldwirtschaft, Landwirtschaft und den Tourismus geprägt. Der Weiler besteht aus neun Häusern, und ein Landgasthof bietet Pension für Urlauber und Erholungssuchende an.